# Big Band and Quartet in Concert
Big Band and Quartet in Concert ist ein Album von Thelonious Monk. Der Livemitschnitt, der im New Yorker Lincoln Center am 30. Dezember 1963 entstanden war, erschien 1964 in gekürzter Form als Langspielplatte und in erweiterter Form 1996 auf zwei Compact Discs bei Columbia Records.

## Hintergrund
Thelonious Monks – nach Monk’s Dream und Criss-Cross – drittes Album für Columbia Records wurde am Montag, dem 30. Dezember 1963, in der kurz zuvor fertiggestellten Philharmonic Hall im New Yorker Lincoln Center live aufgenommen. Die ursprüngliche LP-Veröffentlichung enthält nicht die bei dem Konzert gespielten drei Kompositionen: „Bye-Ya“, „Misterioso“ und „Light Blue“, und um Platz zu sparen, wurden auch Dunlops Schlagzeug-Soli herausgeschnitten. Das gesamte unbearbeitete Konzert wurde 1994 als Doppelalbum auf LP bzw. CD veröffentlicht.
Zu Monks Quartett (mit Charlie Rouse, Butch Warren und Frankie Dunlop) gesellten sich der Kornettist Thad Jones, der Trompeter Nick Travis, Steve Lacy (Sopran), der Altsaxophonist Phil Woods, der Baritonsaxophonist Gene Allen und der Posaunist Eddie Bert. Jones und Woods haben viele Soli und obwohl Steve Lacy überraschenderweise keine einzelnen Soli hat, ist sein Sopransaxophon ein wichtiger Bestandteil einiger Ensemblepassagen, schrieb Scott Yanow. Proben fanden auch im Jazz Loft statt.
Die Liner Notes des Albums schrieben George T. Simon und Ira Gitler (Original-LP) sowie Robert Shelton (Reissue).

## Editionsgeschichte
Ausschnitte aus dem Konzertmitschnitt veröffentlichte Columbia Records neben der Original-LP auf den Kompilationen Monk’s Miracles (Columbia Record Club D338) und (zusammen mit Teilen von Monk’s Blues von 1968) auf Who’s Afraid of Big Band Monk? (CBS (Eu)88034). Die Quartettnummer „Played Twice“ war auf der Kompilation Always Know (CBS (Eu) 469185-2) enthalten.

## Titelliste

### Original-LP
- Monk – Big Band and Quartet In Concert (Columbia – CS 8964)[4]

A1 I Mean You (Coleman Hawkins, Th. Monk) 12:42

A2 Evidence (Monk) 12:38

A3 (When It’s) Darkness on the Delta (Al Neiburg, Fud Livingston, Marty Symes) 5:03 (solo)
B1 Oska T. (Monk) 9:20

B2 Played Twice (Monk) 6:24

B3 Four in One (Monk) 11:03

B4 Epistrophy (Kenny Clarke, Th. Monk) 2:00

### Einzel-CD-Edition
- Monk – Big Band and Quartet in Concert (Columbia – COL 468408 2, Columbia – 468408 2)[5]

1. I Mean You 13:06
2. Evidence 14:09
3. (When It’s) Darkness on the Delta 5:16
4. Oska T. 9:32
5. Played Twice 6:30
6. Four In One 11:03
7. Epistrophy 2:13

### Doppel-CD-Edition 1996
- Monk – Big Band and Quartet in Concert (Columbia – 476898 2, Legacy – 476898 2, Columbia – COL 476898 2, Legacy – COL 476898 2)[6]

| CD 1 1. Bye-Ya 11:23 2. I Mean You 12:49 3. Evidence 14:03 4. Epistrophy 2:07 5. (When It’s) Darkness on the Delta 5:15 6. Played Twice 7:48 | CD 2 1. Misterioso 9:52 2. Epistrophy 1:18 3. Light Blue 12:53 4. Oska T. 13:18 5. Four In One 14:43 6. Epistrophy 2:23 |

### Besetzung

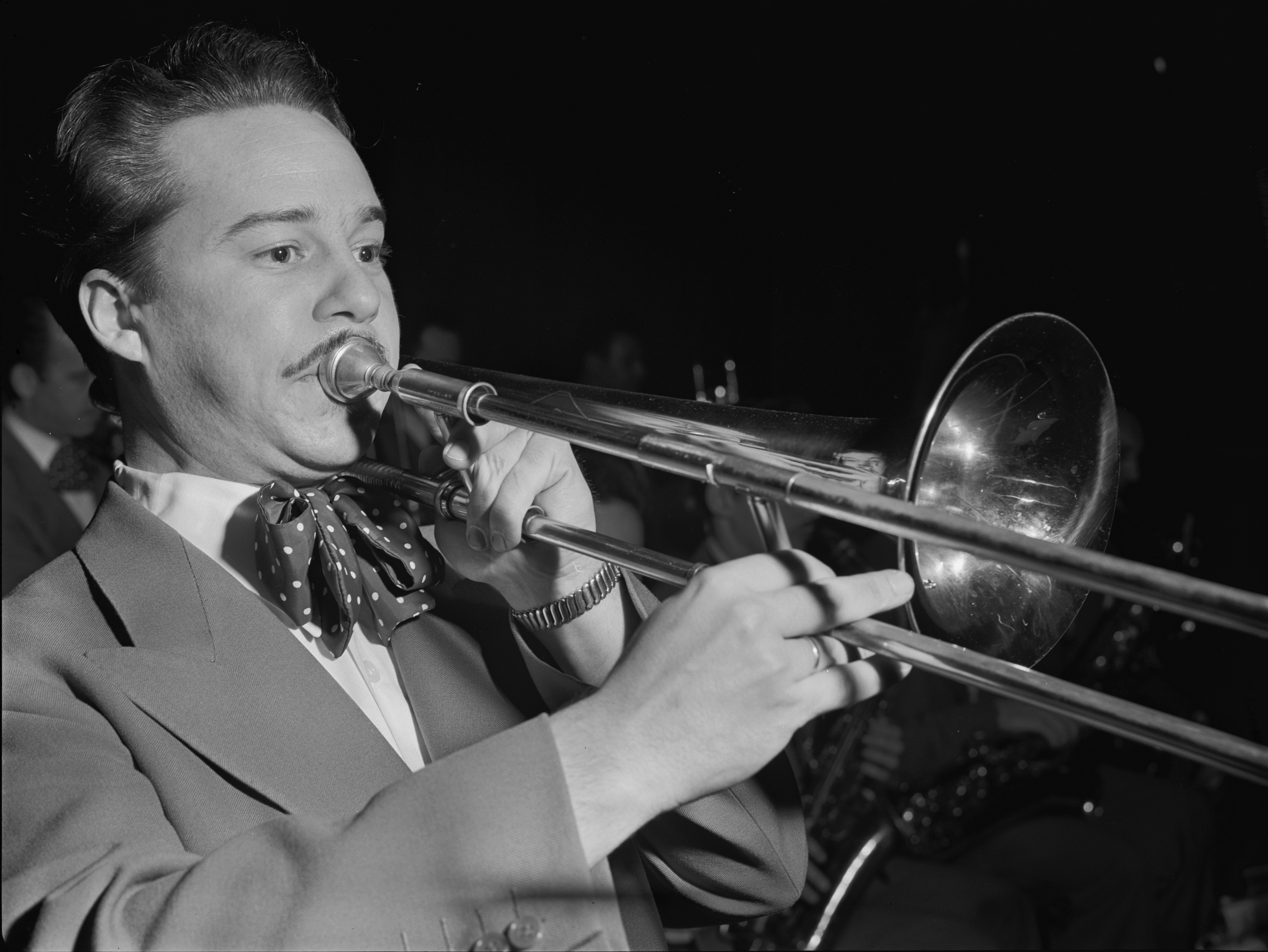
Eddie Bert

- Bigband (Thad Jones, Nick Travis, Eddie Bert, Steve Lacy, Phil Woods, Charlie Rouse, Gene Allen, Thelonious Monk, Butch Warren, Frankie Dunlop): „Bye-Ya“, „I Mean You“, „Evidence“, „Light Blue“, „Oska T“, „Four in One“, „Epistrophy“ (CD 1–3, 2–6)
- Quartett (Monk, Rouse, Warren, Dunlop: „Played Twice“, „Misterioso“, „Epistrophy“ (CD 2–2)
- Monk Solo: „ When It’s Darkness on the Delta“

## Rezeption
Scott Yanow vergab an das Album in Allmusic die Höchstbewertung von fünf Sternen und meinte: „Dies ist eine der größten Aufnahmen des Pianisten und Komponisten Thelonious Monk und ein Höhepunkt seiner Karriere.“ Am bemerkenswertesten sei „Four in One“, bei dem das Orchester nach einem von Monk gespielten geglückten (und sehr rhythmischen) Solo „eine Hal-Overton-Transkription eines komplexen und ziemlich üppigen Monk-Solos spielt, das aus seiner Originalaufnahme [von 1951] stammt. Dieses Set mit zwei CDs ist ein Juwel und kann als unverzichtbar für alle Jazzsammlungen angesehen werden.“
Nach Ansicht von Thomas Fitterling war die Kernzelle der Band, das reguläre Monk-Quartett, „ungleich besser aufeinander eingespielt“ als das Quartett der ersten Town-Hall-Bigband-Session für Riverside (1959). Auch die gesamte Band sei hier besser durchgeprobt gewesen; der Autor mutmaßt, dass dies am besseren Budget des Columbia-Labels gelegen hat. Fitterling lobt Hal Overtons Monk-adäquate Arrangements; „Selbst da, wo die Big Band hinter den Soli gefächerte Akkorde spielt, bleibt der Klang unaufdringlich, wird nicht bombastisch – und die rhythmische Konzeption ist bei dieser Rhythmusgruppe ohnehin eindeutig monkisch.“ Alle Stücke dieser Bigband-Aufnahme seien „von einer mitreißenden Frische und von einem durchaus Monk-bezogenen Abwechslungsreichtum.“